# لانس استرول
لانس استرول (انگلیسی: Lance Stroll؛ زادهٔ ۲۹ اکتبر ۱۹۹۸) راننده خودروی مسابقه‌ای اهل کانادا است، وی از سال ۲۰۱۷ در مسابقات فرمول یک شرکت کرده‌است و هم اکنون راننده تیم استون مارتین است.

## زندگی شخصی

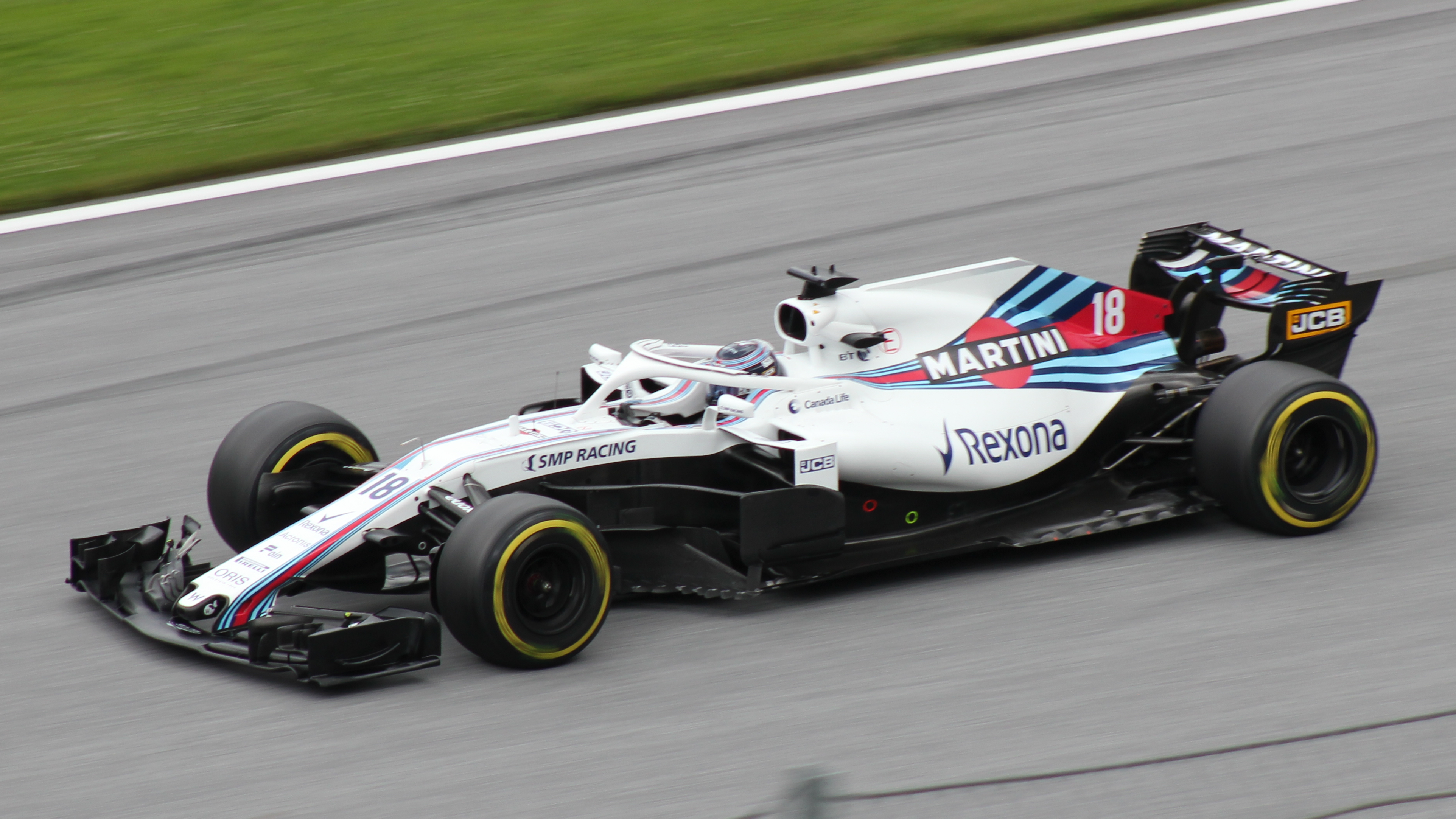
لانس استرول راننده خودروی مسابقه‌ای اهل کانادا

استرول پسر تاجر میلیاردر کانادایی لارنس استرول (صاحب-عضو تیم فرمول یک استون مارتین) و کلر آن کالنس طراح لباس بلژیکی است. استرول یک خواهر بزرگتر به نام کلوئه نیز دارد. او متولد مونترآلِ کانادا و دارای تابعیت کانادایی و بلژیکی است. استرول از طرف پدرش تبار یهودی-روسی و از طرف مادر تبار بلژیکی-انگلیسی دارد.

## نتایج کامل فرمول یک
| سال  | تیم                      | شاسی                | پیشرانه                                | ۱           | ۲         | ۳          | ۴           | ۵          | ۶            | ۷         | ۸           | ۹        | ۱۰          | ۱۱          | ۱۲          | ۱۳        | ۱۴         | ۱۵         | ۱۶       | ۱۷        | ۱۸        | ۱۹         | ۲۰        | ۲۱         | ۲۲        | امتیاز  | ق.ر. |
| ---- | ------------------------ | ------------------- | -------------------------------------- | ----------- | --------- | ---------- | ----------- | ---------- | ------------ | --------- | ----------- | -------- | ----------- | ----------- | ----------- | --------- | ---------- | ---------- | -------- | --------- | --------- | ---------- | --------- | ---------- | --------- | ------- | ---- |
| ۲۰۱۷ | ویلیامز ریسینگ           | ویلیامز اف‌دبلیو۴۰   | مرسدس ام۰۸ ای‌کیو پاور+ ۱٫۶ وی۶ توربو   | استرالیا ب. | چین ب.    | بحرین ب.   | روسیه ۱۱    | اسپانیا ۱۶ | موناکو ۱۵†   | کانادا ۹  | آذربایجان ۳ | اتریش ۱۰ | بریتانیا ۱ه | مجارستان ۱۴ | بلژیک ۱۱    | ایتالیا ۷ | سنگاپور ۸  | مالزی ۸    | ژاپن ب.  | آمریکا ۱۱ | مکزیک ۶   | برزیل ۱۶   | ابوظبی ۱۸ |            |           | دوازدهم | ۴۰   |
| ۲۰۱۸ | ویلیامز ریسینگ           | Williams FW41       | مرسدس M09 EQ Power+ ۱٫۶ وی۶ توربو      | استراایا ۱۴ | بحرین ۱۴  | چین ۱۴     | آذربایجان ۸ | اسپانیا ۱۱ | موناکو ۱۷    | کانادا ب. | فرانسه ۱۷†  | اتریش ۱۴ | بریتانیا ۱۲ | آلمان ب.    | مجارستان ۱۷ | بلژیک ۱۳  | ایتالیا ۹  | سنگاپور ۱۴ | روسیه ۱۵ | ژاپن ۱۷   | آمریکا ۱۴ | مکزیک ۱۲   | برزیل ۱۸  | ابوظبی ۱۳  |           | هجدهم   | ۶    |
| ۲۰۱۹ | اسپورت پیسا ریسینگ پوینت | ریسینگ پوینت آرپی۱۹ | مرسدس ام۱۰ ای‌کیو پاور+ ۱٫۶ وی۶ توربو   | استرالیا ۹  | بحرین ۱۴  | چین ۱۲     | آذربایجان ۹ | اسپانیا ب. | موناکو ۱۶    | کانادا ۹  | فرانسه ۱۳   | اتریش ۱۴ | بریتانیا ۱۳ | آلمان ۴     | مجارستان ۱۷ | بلژیک ۱۰  | ایتالیا ۱۲ | سنگاپور ۱۳ | روسیه ۱۱ | ژاپن ۹    | مکزیک ۱۲  | آمریکا ۱۳  | برزیل ۱۹† | ابوظبی ب.  |           | پانزدهم | ۲۱   |
| ۲۰۲۰ | بی‌دبلیوتی ریسینگ پوینت   | ریسینگ پوینت آرپی۲۰ | مرسدس ام ۱۱ ای‌کیو عملکرد ۱٫۶ وی۶ توربو | اتریش ب.    | اشتیریا ۷ | مجارستان ۴ | بریتانیا ۹  | هفتادمین ۶ | اسپانیا ۴    | بلژیک     | ایتالیا     | توسکانی  | روسیه       | ایفل        | پرتغال      | امیلیا    |            |            |          |           |           |            |           |            |           | یازدهم  | ۱۷۵  |
| ۲۰۲۱ | استون مارتین             | ای‌ام‌آر۲۱            | مرسدس ام۱۲ ای عملکرد ۱٫۶ وی۶ توربو     | بحرین ۱۰    | امیلیا ۸  | پرتعال ۱۴  | اسپانیا ۱۱  | موناکو ۸   | آذربایجان ب. | فرانسه ۱۰ | اشتیریا ۸   | اتریش ۱۳ | بریتانیا ۸  | مجارستان ب. | بلژیک ۲۰    | هلند ۱۲   | ایتالیا ۷  | روسیه ۱۱   | ترکیه ۹  | آمریکا ۱۲ | مکزیکو ۱۴ | سائو پ. ب. | قطر ۶     | عربستان ۱۱ | ابوظبی ۱۳ | سیزدهم* | ۳۴*  |